# キサイロナス

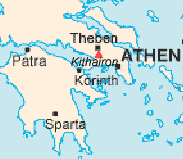
キサイロナス山麓の位置

キサイロナス（希: Κιθαιρώνας, Kitheronas, 古希: Κιθαίρων, Kithairōn, キタイローン、キタイロン）は、ギリシャ中央にある全長16kmの山脈。北のボイオーティア、南のアッティカ北部との境である。石灰岩ででき、最高標高は1,409m。その最北端はPastra山である。
ギリシア神話の中で、キタイローン山麓はディオニューソスを祀る山であるばかりでなく、さまざまな事件の舞台となっている。この山にオイディプースは捨てられ、斜面ではアクタイオーンとペンテウスがともにバラバラにされて殺された（『オイディプース王』、『バッコスの信女』も参照）。
有史時代になると、紀元前479年のプラタイアの戦いの舞台で、戦いの本番の前に多くの小競り合いが行われた。その後は、アテナイとテーバイの国境争いが起こり、プラタイアとエリュトライ（現・エリトレスErythres）に要塞が建てられた。プラタイアの人々はキタイローン山麓を最初の王として擬人化した。「プラタイア人は彼以前にアーソーポスとキタイローン以外の王を知らない。後者は後に山の名に、前者は河の名で伝えられている」。